# Heinrich Hock (Chemiker)
Heinrich Hock (* 9. April 1887 in Großostheim; † 28. Oktober 1971) war ein deutscher Chemiker und Brennstofftechniker.

## Leben und Werk
Heinrich Hock studierte Chemie und promovierte 1912 in München bei Karl Andreas Hofmann. Anschließend arbeitete er für die Farbwerke Hoechst. Er lehrte von 1927 bis 1958 als Hochschullehrer am Institut für Kohlechemie (später: Brennstoffchemie und Brennstofftechnik) an der Bergakademie Clausthal. Finanzielle Mittel für seine Stelle und die Einrichtung eines braunkohlechemischen Labores im Chemischen Institut der Bergakademie wurden durch die Braunkohleindustrie gestellt.
Zu Kriegsbeginn wurden Hock und der Chemie-Professor Lothar Birckenbach für einige Monate aus Clausthal an die TH Braunschweig zu kriegsbedingten Lehrstuhlvertretungen entsendet, Hock vertrat Siegfried Hilpert in Technischer Chemie. Nach Kriegsende unterstützten die politisch unbelasteten Hock und Physik-Professor Günter Wassermann den von den Briten als Rektor eingesetzten Gerhard Krüger beim Wiederaufbau des Lehrkörpers.
Nach Hock benannt ist die Hock'sche Phenolsynthese von Phenol und Aceton aus Cumol, die er 1944 entwickelte. Er entdeckte damit ein Verfahren zur Produktion eines neuartigen, sehr flexiblen Werkstoffes.

## Ehrungen
- 1956: Liebig-Denkmünze der Gesellschaft Deutscher Chemiker
- 1961: Carl-Engler-Medaille der Deutschen Wissenschaftlichen Gesellschaft für Erdöl, Erdgas und Kohle[1]
- 1964: Großes Bundesverdienstkreuz